# レメク
レメク（ヘブライ語: לֶמֶךְ Lemeḵ、英語: Lamech、ラメクとも）は、旧約聖書の『創世記』に登場する人物。メトシャエルの子とされ、アダとチラ（ツィラ）という二人の妻をめとった。アダはヤバルとユバルを生み、ヤバルは遊牧民の始祖となり、ユバルは演奏家の始祖となった。チラはトバルカインを生み、トバルカインは鍛冶屋となった。またトバルカインにはナアマという妹がいた。
レメクは妻達に、自ら受ける傷の77倍の復讐をすると豪語したことが伝えられている。